# Hope (geslacht)

Hope is de naam van een Schotse, later deels Nederlandse familie waarvan een lid in 1815 tot de Nederlandse adel ging behoren.

## Geschiedenis
De stamreeks begint met koopman Henry Hope die in 1588 burger van Edinburgh werd. Zijn achterkleinzoon Henry Hope was koopman en wordt vermeld van 1664 tot 1678 te Rotterdam. Die laatste was de vader van Archibald Hope (1664-1743), medestichter in 1723 van de bankiersfirma Hope & Co. Een kleinzoon van de laatste, ook een Archibald (1747-1821) werd bij Koninklijk Besluit van 16 september 1815 verheven in de Nederlandse adel; hij had geen kinderen waarmee dit 'adellijk geslacht' in 1821 uitstierf.

## Enkele telgen
Archibald Hope (1664-1743), medestichter in 1723 van de bankiersfirma Hope & Co
- Henry Hope, in 1723 koopman te Rotterdam
  - Henry Hope (omstreeks 1730 - 1814?), bankier
- Thomas Hope (1704-1779), bankier
  - John Hope (1737-1784)
- Zachary Hope (1711-1770), reder
  - Jhr. Archibald Hope (1747-1821), schepen van Amsterdam, lid municipale en provisionele raad van 's-Gravenhage, lid Staten-Generaal en van de Tweede Kamer, bouwer van paleis Lange Voorhout